# U-Bahnhof Hauptbahnhof (Frankfurt am Main)
Hauptbahnhof ist ein Bahnhof der U-Bahn in Frankfurt am Main. Zusammen mit den Eisenbahnanlagen des über ihm liegenden Hauptbahnhofs, dem unter ihm liegenden S-Bahnhof und dem städtischen Oberflächenverkehr aus Straßenbahnen und Bussen bildet er den größten Verkehrsknotenpunkt der Stadt. Der Bahnhof liegt am Übergang der B-Strecke in die D-Strecke zwischen den Stationen Willy-Brandt-Platz und Festhalle/Messe und wird von den Linien U4 und U5 bedient. Er wurde am 28. Mai 1978 eröffnet.

## Lage

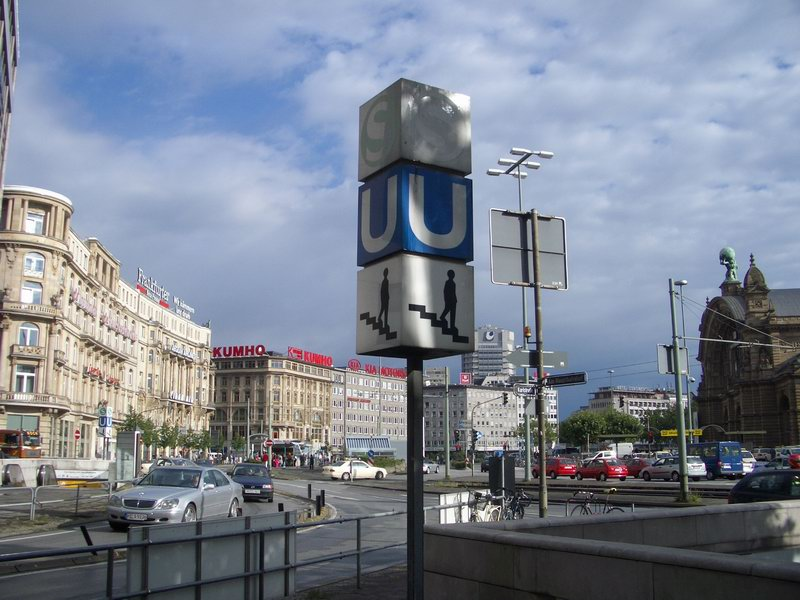
Bahnhofsvorplatz am Frankfurter Hauptbahnhof (2004)

Der U-Bahnhof liegt östlich des 1888 vollendeten Empfangsgebäudes unter dem Platz Am Hauptbahnhof an der Grenze der Stadtteile Gallus und Bahnhofsviertel. Zwischen der Straßenoberfläche und dem U-Bahnhof liegt eine große Einkaufs- und Verteilerpassage, genannt B-Ebene. Der U-Bahnhof erstreckt sich quer zur Gleisachse des Hauptbahnhofs in süd-nördlicher Richtung. Über die große Zwischenebene hat der Bahnhof zahlreiche Ausgänge, etwa in die Hallen des Hauptbahnhofs, zur in der Straßenmitte liegenden Haltestelle der Straßenbahn und in die anliegenden Straßen Poststraße, Düsseldorfer Straße, Karlstraße, Taunusstraße, Münchener Straße und Mannheimer Straße, der größte Ausgang mit vier parallelen Fahrtreppen und einer breiten Festtreppe führt in die Kaiserstraße. Er gehört zu den seltenen U-Bahnhöfen, von denen auch Fahrtreppen nach unten führen, in diesem Fall in Form eines direkten Übergangs zum quer darunter liegenden S-Bahnhof. Der S-Bahnhof befindet sich in der D-Ebene.

## Zählweise der Etagen
- A-Ebene: Kopfbahnhof, Gleise 1a und 1–24, Reisezentrum, Ausgang Innenstadt, Kaiserstraße (Erdgeschoss), Zugang S-Bahnhof.
- B-Ebene: Einkaufs-, Zugangs- und Verteilerebene, Zugang zum U-Bahnhof und zum S-Bahnhof, Aufgänge zur Straßenbahn- und Bushaltestelle.
- C-Ebene: U-Bahnhof Hauptbahnhof mit 4 Gleisen, Linien U4 und U5.
- D-Ebene: S-Bahnhof Hauptbahnhof mit 4 Gleisen (Gleise 101–104) Linien S1–S6, S8 und S9, Zugänge zur B-Ebene, zur C-Ebene (U-Bahn) zum Parkhaus und zur Haupthalle des Hauptbahnhofes.

## Betrieb
Hauptbahnhof ist der einzige viergleisige U-Bahnhof in Frankfurt. Da sich die hier schneidenden Strecken B und D nicht orthogonal, sondern in spitzem Winkel kreuzen, entschied man sich, anstelle eines unterirdischen Turmbahnhofs einen einzelnen, aber viergleisigen Bahnhof mit zwei Mittelbahnsteigen zu errichten. Es wird im Richtungsbetrieb gefahren, d. h., die nach Norden fahrenden Züge halten am östlichen Bahnsteig, die entgegengesetzten am westlichen.
| Linie | Verlauf | Takt |
| ----- | --- | --- |
| S4    | Bockenheimer Warte – Festhalle/Messe – Hauptbahnhof – Willy-Brandt-Platz – Dom/Römer – Konstablerwache – Merianplatz – Höhenstraße – Bornheim Mitte – Seckbacher Landstraße – Schäfflestraße – Gwinnerstraße – Kruppstraße – Hessen-Center – Enkheim | 7/8 min (Bock. Warte–Seckb. Landstr. werktags) 15 min (Seckb. Landstr.–Enkheim werktags) 10 min (Bock. Warte–Seckb. Landstr. so/feiertags) 20 min (Seckb. Landstr.–Enkheim so/feiertags) |
| S5    | Gymnasium Römerhof (geplant) – Schmidtstr. (geplant) – Wohnpark (geplant) – Europagarten (geplant) – Emser Brücke (in Bau) – Güterplatz (in Bau) – Hauptbahnhof – Willy-Brandt-Platz – Dom/Römer – Konstablerwache – Musterschule – Glauburgstraße – Deutsche Nationalbibliothek – Hauptfriedhof – Marbachweg/Sozialzentrum – Gießener Straße – Theobald-Ziegler-Straße – Ronneburgstraße – Sigmund-Freud-Straße – Preungesheim (in Umbau) – August-Schanz-Str. (in Planung) – Berkersheimer Weg (in Planung) – Frankfurter Berg (in Planung) | 7/8 min (werktags) 5 min (HVZ) 10 min (sonn-/feiertags) |

Das westliche äußere und östliche innere Gleis (Gleis 1) nutzt die Linie U4 mit Fahrtziel Bornheim/Enkheim. An den beiden inneren Gleisen (Gleise 2 & 3) beginnen und enden die Fahrten der U-Straßenbahnlinie U5 nach und von Preungesheim sowie – auf Gleis 3 – die Linie U4 mit Fahrtziel Bockenheim. Das östlichste Gleis (Gleis 4) ist unbenutzt und nur von Norden als Stumpfgleis befahrbar. Über einfache Gleiswechsel, die in Fahrtrichtung jeweils hinter der Station gelegen sind, wechselt die Linie U4 mit mäßiger Geschwindigkeit von der B- auf die D-Strecke beziehungsweise umgekehrt. In Fahrtrichtung vor der Station gibt es keine Gleisverbindung zwischen den beiden Grundstrecken.

## Bauvorleistungen und Ausbauplanungen

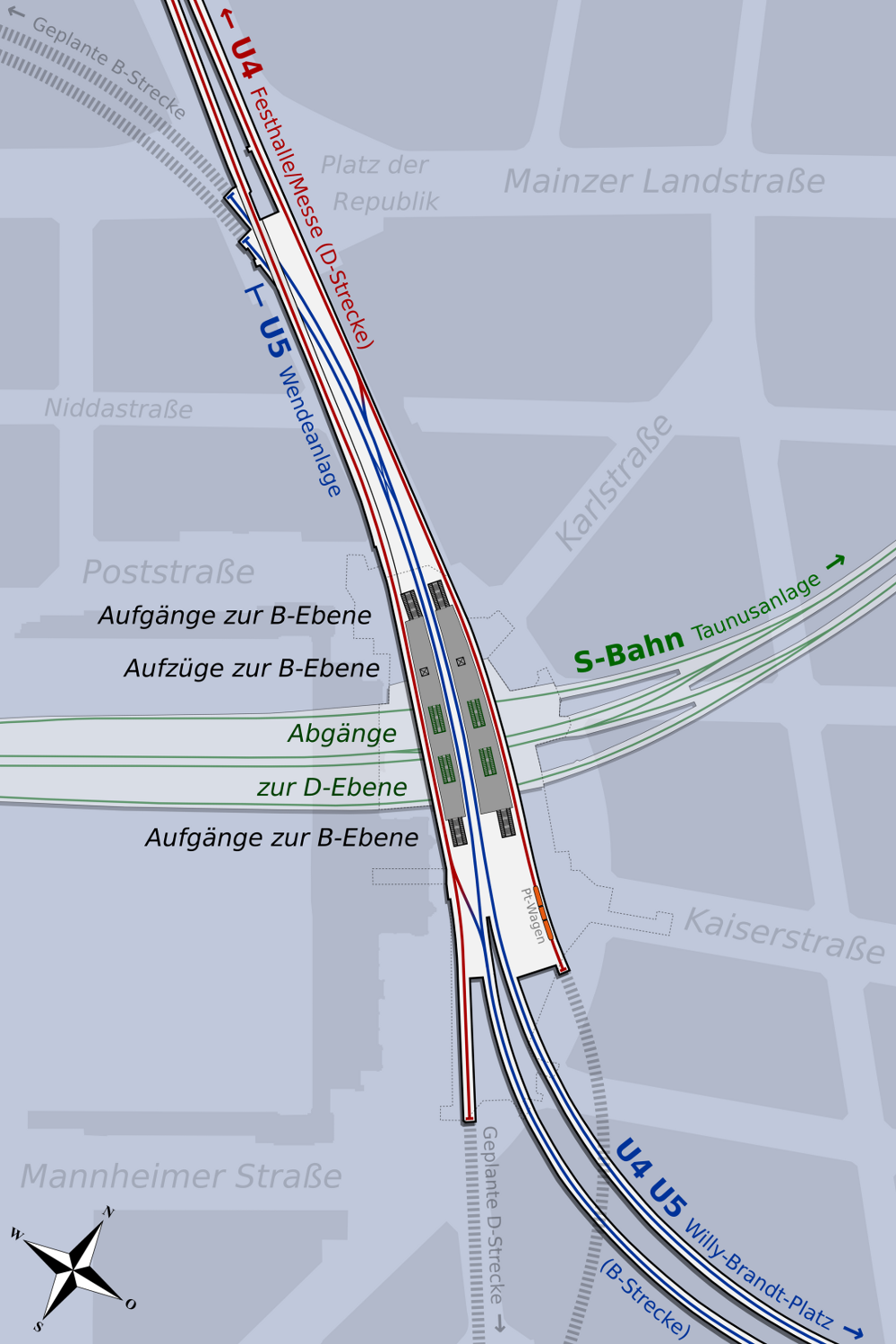
Maßstäblicher Plan des U-Bahnhofs (C-Ebene)

Hauptbahnhof ist mit dem vierten Gleis der einzige Frankfurter U-Bahnhof, in dem noch ein im Voraus errichtetes, aber unbenutztes Gleis liegt. Da die Schnellbahnknoten in der Innenstadt in einem Zug errichtet wurden, auch wenn die letzten Linien erst viele Jahre später in Betrieb gingen (Bauvorleistungen), gab es unbenutzte Gleise etwa auch bis 1986 an den Bahnhöfen Hauptwache und Konstablerwache. Die Station Hauptbahnhof ist damit auch der einzige noch unvollendete der innerstädtischen Schnellbahnknoten.
Von beiden Strecken sind bisher erst Teile realisiert. Von der D-Strecke besteht bisher (außer einem von der U1 und U9 befahrenen Abschnitt in der Nordweststadt) nur das kurze Stück zwischen Hauptbahnhof und Bockenheimer Warte. Die Weiterführung auf die südliche Mainseite nach Niederrad wird – wenn überhaupt – in sehr ferner Zukunft verwirklicht werden. Von der B-Strecke fehlt der westlich des Hauptbahnhofs gelegene Abschnitt, der nach ursprünglicher Planung durch die Mainzer Landstraße, nach aktueller Planung durch das Europaviertel, führen soll. Da dieser Zustand nach aktueller Planung bis zur für 2019 vorgesehenen Inbetriebnahme der Strecke ins Europaviertel (Römerhof) andauern wird und beide Streckentorsi am Hauptbahnhof ineinander übergehen, werden sie gemeinsam von der Linie U4 bedient.

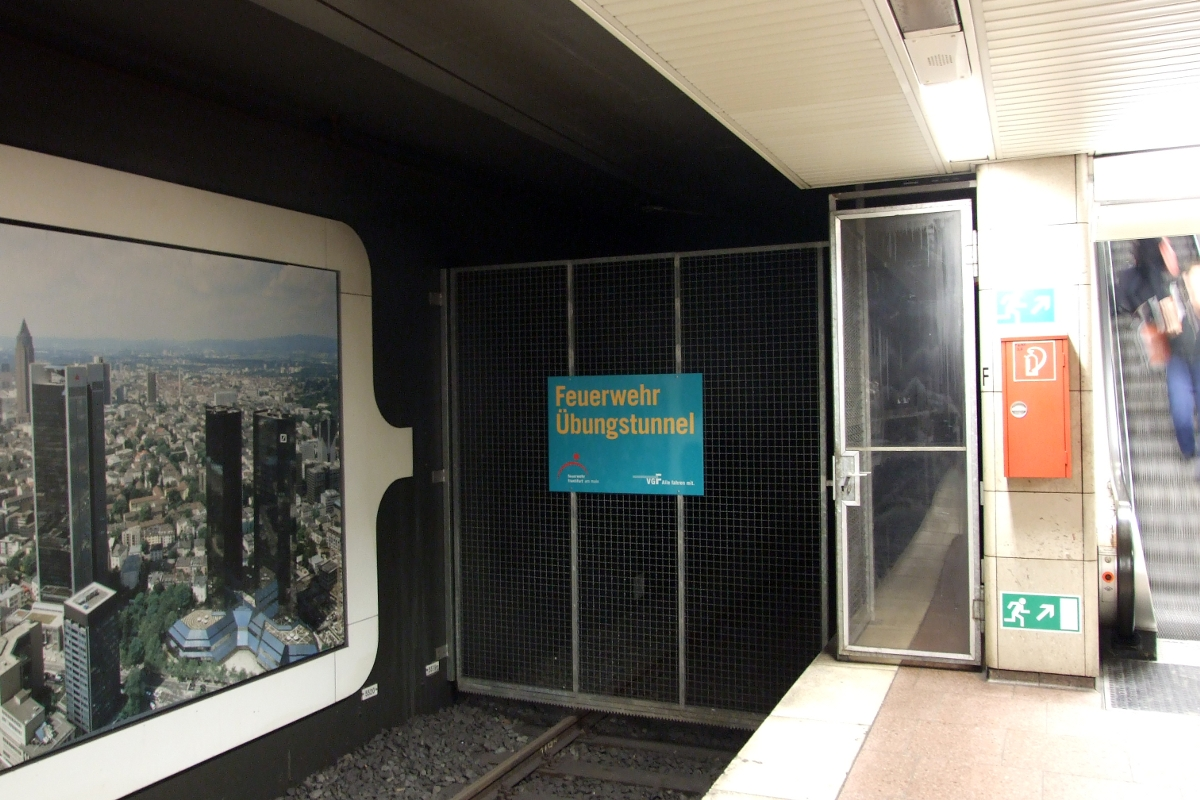
Für Feuerwehrübungen genutzter Tunnelstutzen, in dem der Pt-Wagen 663 abgestellt ist

Es existieren heute noch drei von ursprünglich fünf Tunnelstutzen, die Teil von zwei unterirdischen Überwerfungsbauwerken vor und nach der Station sind. Diese kurzen Tunnelstücke wurden mit dem Bau des U-Bahnhofs errichtet und verfügen bereits über Gleisanlagen, um bei späteren Streckenverlängerungen durch die Tunnelbauarbeiten nicht den laufenden Betrieb behindern zu müssen. An die inneren beiden Gleise schließt nördlich ein zweigleisiges Tunnelstück der B-Strecke an, das in der Düsseldorfer Straße unterhalb der D-Strecke bis zum Platz der Republik führt und dort in einer leichten Linkskurve endet. Es wird derzeit von der Linie U5 als Wendeanlage genutzt. Eine eingleisige Tunnelröhre schließt südlich an das unbenutzte östliche Gleis der D-Strecke an und führt oberhalb der B-Strecke in Richtung Wiesenhüttenplatz. In diesem Tunnelstück steht seit Anfang 2009 ein ausgemusterter Pt-Triebwagen, der der Frankfurter Feuerwehr als Übungsobjekt für Tunnelübungen zur Verfügung gestellt wurde. Ein weiterer eingleisiger, etwas längerer Tunnelstutzen ist die Fortsetzung des gegenüberliegenden westlichen äußeren Gleises der D-Strecke. Auch hier liegen bereits Gleise. Die Weiche des Gleiswechsels, über den die Linie U4 stadteinwärts auf die B-Strecke wechselt, ist derzeit als Schutzweiche geschaltet, um Flankenfahrten mit Zügen der Linie U5 zu verhindern. Sie würde den Zug der Linie U4 in diesem Falle auf das Stumpfgleis in den Tunnelstutzen leiten.

## Geschichte

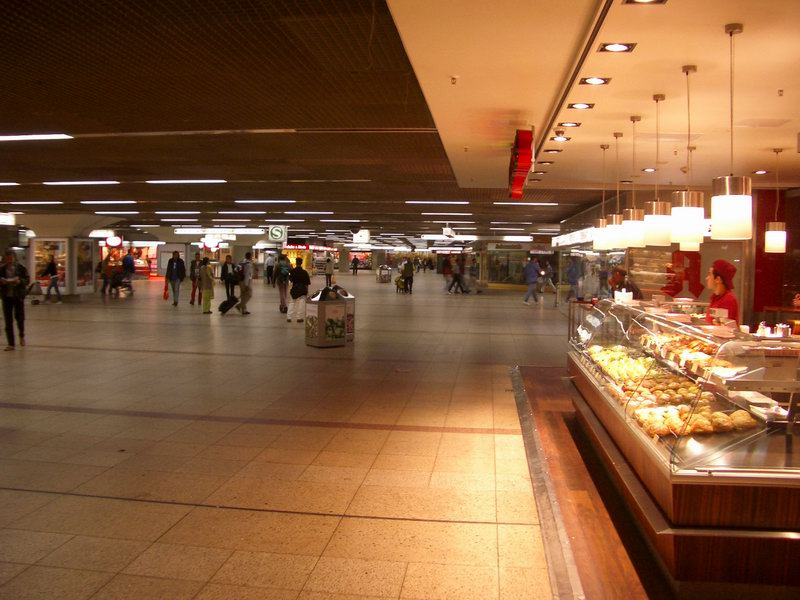
Blick in die unterirdische Einkaufspassage („B-Ebene“) unter dem Bahnhofsvorplatz (2004)

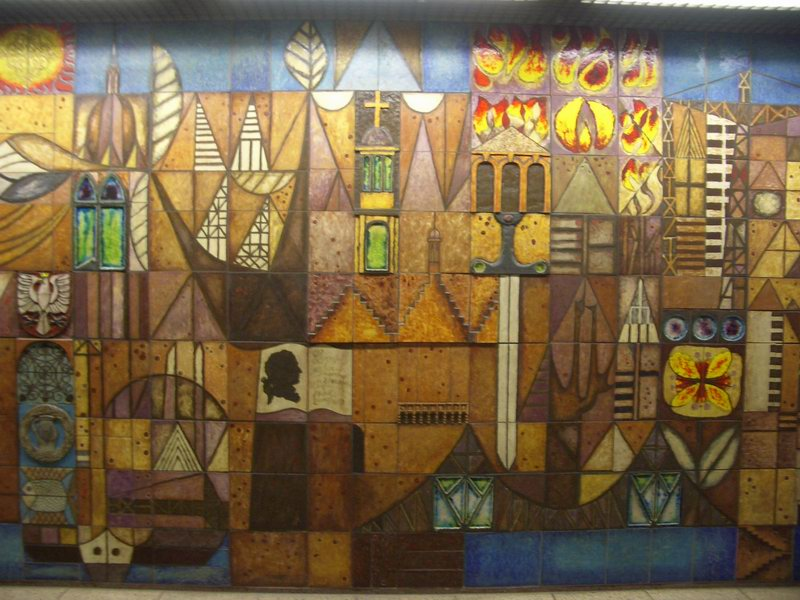
Relief zur Stadtgeschichte am nördlichen Zugang von der Verteilerebene zur Bahnsteighalle (2004)

Der Bau des Schnellbahnknotens unter dem Hauptbahnhof war eines der größten Verkehrsprojekte der Stadtgeschichte. Die gesamte Anlage wurde in offener Baugrube errichtet, d. h., es wurde für den U-Bahnhof und die Einkaufsebene der gesamte Bahnhofsplatz einschließlich der darüber verlaufenden Straßenbahnlinien und der Bundesstraße 44 gesperrt. Für die Baugrube des quer zum U-Bahnhof, nämlich in der Gleisachse des Hauptbahnhofs liegenden, ebenfalls viergleisigen S-Bahnhofs wurde gar ein großer Teil des historischen Empfangsgebäudes abgetragen und anschließend mit den nummerierten und zwischengelagerten Originalsteinen wiedererrichtet.
Die gesamte Anlage wurde am 28. Mai 1978 eröffnet, dem wichtigsten Tag der jüngeren Frankfurter Verkehrsgeschichte. Bedeutender als die Verlängerung der U-Bahn um nur eine Station war der Betriebsbeginn des Frankfurter S-Bahn-Netzes und des ersten Teils der unterirdischen Innenstadtstrecke vom Hauptbahnhof zur Hauptwache.
Mit der Eröffnung des U-Bahnhofs war die Stilllegung einer Rampe in der Großen Gallusstraße verbunden, über die seit zehn Jahren U-Straßenbahnen aus dem A-Tunnel auf Straßenniveau geführt wurden und über die Taunusstraße den Hauptbahnhof erreichten. Durch den direkten Anschluss des Hauptbahnhofs ans U-Bahn-Netz war dieses Provisorium obsolet und konnte aufgegeben werden.
Die Station wurde seit Betriebsaufnahme von folgenden Linien bedient:
- ab 28. Mai 1978 von der bisherigen B1, die am gleichen Tag in U5 umbenannt wurde (Hauptbahnhof – Preungesheim)
- ab 31. Mai 1980 von der an diesem Tag neu geschaffenen Linie U4 (Hauptbahnhof – Seckbacher Landstraße). Die U5 wurde am selben Tag bis zur Konstablerwache zurückgezogen, weil ihre Straßenbahnfahrzeuge nicht an den für die neuen U-Bahnfahrzeuge der U4 angepassten Bahnsteigen halten konnten.
- ab 1998 fuhr die U5 wieder bis zum Hauptbahnhof, nachdem eine Lösung für das eben genannte Problem gefunden war. Drei Jahre lang endeten beide Linien hier gemeinsam.
- seit 10. Februar 2001 fährt die U4 weiter bis zur Bockenheimer Warte, der Hauptbahnhof ist seitdem nur noch für die U5 Endstation.